# Hyfida

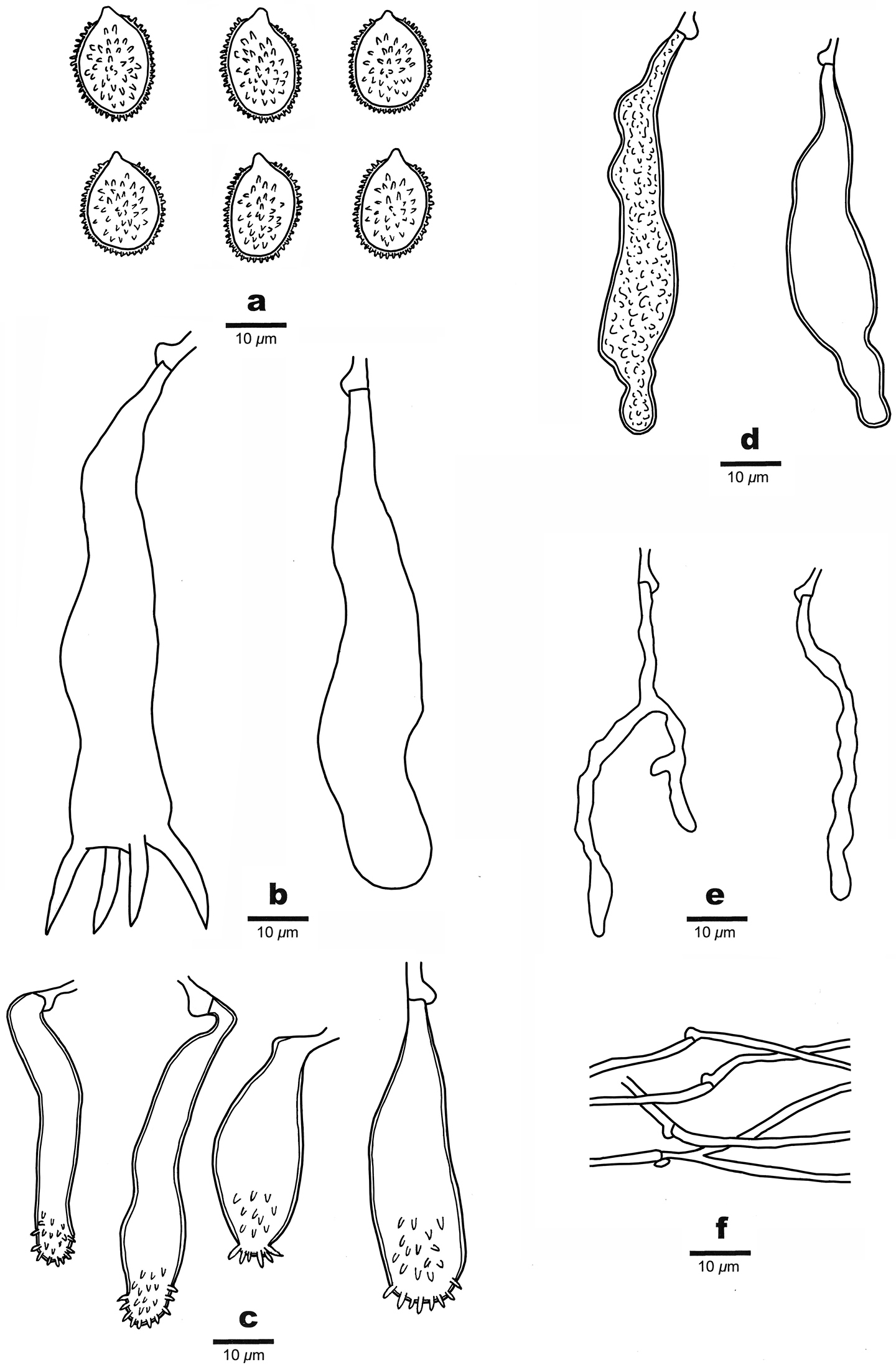
Aleurodiscus subroseus: a – bazydiospory, b -podstawka i bazydiola, c – akantofizy, d – gleocystydy, e – hyfidy, f – strzępki generatywne

Hyfidy (łac. hyphidia) – płonne strzępki występujące w hymenium u niektórych gatunków grzybów. Znajdują się pomiędzy podstawkami i czasami są z nimi zrośnięte. Występują np. u grzybów z rodzaju Stereum czy Vararia. Zadaniem hyfid jest ochrona młodych podstawek podczas ich rozwoju. Czasami warstwa hyfid jest tak gruba, a podstawki występują w niej pojedynczo, że wprowadzono termin katahymenium.
Wyróżnia się kilka rodzajów hyfid:
- akantohyfidy (acanthohyphidia) – zazwyczaj cylindryczne lub maczugowate hyfidy posiadające na całej swojej długości kołeczkowate wyrostki;
- akutocystydy – hyfidy cienkościenne i bezbarwne z ostrym wierzchołkiem;
- dendrohyfidy (dendrohyphidia) – hyfidy o drzewkowatym kształcie;
- dichohyfidy (dichohyphidia) – hyfidy o dichonomicznych rozgałęzieniach;
- pseudoakantohyfidy (pseudoacanthophidia) – hyfidy na swoim wierzchołku posiadające kilka drzewkowato rozgałęzionych wyrostków[1][3].
- asterohyfidy (asterohyphidia) – hyfidy gwiazdkowate[4];
- iksohyfidy (ixohyphidia) – specyficzny typ hyfid występujący u rodzaju Flammulina (płomiennica)[5].